# Lijst van nummer 1-hits in de Q25 in 2017
Deze hits stonden in 2017 op nummer 1 in de Q25:
| Datum        | Artiest                               | Titel                |
| ------------ | ------------------------------------- | -------------------- |
| 6 januari    | Kensington                            | Sorry                |
| 13 januari   | Clean Bandit & Sean Paul & Anne-Marie | Rockabye             |
| 20 januari   | Clean Bandit & Sean Paul & Anne-Marie | Rockabye             |
| 27 januari   | Ed Sheeran                            | Shape of You         |
| 3 februari   | Ed Sheeran                            | Shape of You         |
| 10 februari  | Ed Sheeran                            | Shape of You         |
| 17 februari  | Ed Sheeran                            | Shape of You         |
| 24 februari  | Ed Sheeran                            | Castle on the Hill   |
| 3 maart      | Ed Sheeran                            | Castle on the Hill   |
| 17 maart     | Ed Sheeran                            | Shape of You         |
| 24 maart     | Ed Sheeran                            | Shape of You         |
| 31 maart     | Kygo & Selena Gomez                   | It Ain't Me          |
| 7 april      | Kygo & Selena Gomez                   | It Ain't Me          |
| 21 april     | Kygo & Selena Gomez                   | It Ain't Me          |
| 5 mei        | Ed Sheeran                            | Galway girl          |
| 12 mei       | Ed Sheeran                            | Galway girl          |
| 19 mei       | Ed Sheeran                            | Galway girl          |
| 26 mei       | Ed Sheeran                            | Galway girl          |
| 2 juni       | Ed Sheeran                            | Galway girl          |
| 9 juni       | Ed Sheeran                            | Galway girl          |
| 16 juni      | Disturbed                             | The Sound of Silence |
| 30 juni      | Disturbed                             | The Sound of Silence |
| 7 juli       | Disturbed                             | The Sound of Silence |
| 14 juli      | Disturbed                             | The Sound of Silence |
| 21 juli      | Disturbed                             | The Sound of Silence |
| 28 juli      | Imagine Dragons                       | Thunder              |
| 4 augustus   | Imagine Dragons                       | Thunder              |
| 11 augustus  | Imagine Dragons                       | Thunder              |
| 18 augustus  | Imagine Dragons                       | Thunder              |
| 1 september  | Imagine Dragons                       | Thunder              |
| 8 september  | Imagine Dragons                       | Thunder              |
| 15 september | Imagine Dragons                       | Thunder              |
| 22 september | Ed Sheeran                            | Perfect              |
| 6 oktober    | Ed Sheeran                            | Perfect              |
| 13 oktober   | Ed Sheeran                            | Perfect              |
| 20 oktober   | Ed Sheeran                            | Perfect              |
| 27 oktober   | Ed Sheeran                            | Perfect              |
| 3 november   | Ed Sheeran                            | Perfect              |
| 10 november  | Ed Sheeran                            | Perfect              |
| 17 november  | Ed Sheeran                            | Perfect              |
| 1 december   | Ed Sheeran                            | Perfect              |
| 8 december   | Ed Sheeran                            | Perfect              |
| 22 december  | Imagine Dragons                       | Whatever It Takes    |

Nummer 1-hits per jaar:
2017
2018